# Fabriciana bischoffi
Fabriciana bischoffi är en fjärilsart som beskrevs av Reuss 1922. Fabriciana bischoffi ingår i släktet Fabriciana och familjen praktfjärilar. Inga underarter finns listade i Catalogue of Life.